# Borneose hoefijzerneus
De Borneose hoefijzerneus (Rhinolophus borneensis) is een vleermuis uit het geslacht der echte hoefijzerneuzen (Rhinolophus) die voorkomt in Cambodja, Laos en Vietnam en op Borneo, Java, de Karimata-eilanden en de eilanden Labuan en Banguey in Maleisië. De soorten Rhinolophus celebensis, Rhinolophus madurensis en Rhinolophus parvus, die verder naar het oosten voorkomen, werden voorheen ook tot deze soort gerekend.
De Borneose hoefijzerneus is een vrij kleine hoefijzerneus, lijkend op Rhinolophus affinis en Rhinolophus malayanus. De vacht is donker- tot grijsbruin. Voor de echolocatie gebruikt deze soort een frequentie van ongeveer 80 kHz, in ieder geval in Vietnam. De kop-romplengte bedraagt 55-56 mm, de staartlengte 25 tot 27 mm, de voorarmlengte 46,4 tot 46,5 mm, de oorlengte 18,3 tot 19,9 mm en het gewicht 8,2 tot 9,8 g (gebaseerd op drie Vietnamese exemplaren).
Er zijn vier ondersoorten:
- R. b. borneensis Peters, 1861 (Borneo)
- R. b. chaseni Sanborn, 1939 (Zuidoost-Azië)
- R. b. importunus Chasen, 1939 (Java)
- R. b. spadix Miller, 1901 (Karimata-eilanden)